# NGC 6799
NGC 6799 ist eine elliptische Galaxie vom Hubble-Typ E-S0 im Sternbild Teleskop am Südsternhimmel. Sie ist schätzungsweise 147 Millionen Lichtjahre von der Milchstraße entfernt.
Das Objekt wurde am 9. Juli 1834 von John Herschel mit seinem 18,7-Zoll-Spiegelteleskop entdeckt und später von Johan Dreyer in seinen New General Catalogue aufgenommen.